# Bruit
Bruit é o som anómalo feito pelo sangue quando passa por uma obstrução arterial, sendo detectável através da auscultação com estetoscópio.